# 34-es busz (Kecskemét)
A kecskeméti 34-es jelzésű autóbusz Kadafalva, Mókus utca és Széchenyiváros között közlekedik. A viszonylatot a Kecskeméti Közlekedési Központ megrendelésére az Inter Tan-Ker Zrt. üzemelteti.

## Útvonala
| Kadafalva, Mókus utca ► Széchenyiváros ► Kadafalva, Mókus utca |
| --- |
| Kadafalva, Mókus utca vá. – Darázs utca – Boróka utca – Csalánosi út – III. Béla körút – Nyíri út – Március 15. utca – Irinyi utca – Akadémia körút – Nyíri út – III. Béla körút – Csalánosi út – Boróka utca – Darázs utca – Kadafalva, Mókus utca vá. |

## Megállóhelyei
Az átszállási kapcsolatok között az azonos útvonalon közlekedő 34A busz nincs feltüntetve.
| 0  | Kadafalva, Mókus utca végállomás | 35                                           |                                    |
| 1  | Kadafalva, Sirály utca           | 34                                           |                                    |
| 2  | Kadafalva, Darázs utca           | 33                                           | Helyközi buszok                    |
| 4  | Kadafalva, iskola                | 32                                           | Helyközi buszok                    |
| 5  | Gyulai köz                       | 31                                           | Helyközi buszok                    |
| 6  | Felsőcsalános 26.                | 30                                           | Helyközi buszok                    |
| 7  | Kadafalvi út                     | 29                                           | 1, 1D, 11, 11A Helyközi buszok     |
| 9  | Háromszögi tér                   | 27                                           |                                    |
| 10 | Egyetértés utca                  | 26                                           |                                    |
| 12 | Mária kápolna                    | 25                                           | 29                                 |
| 14 | Domb Áruház                      | 23                                           | 4, 12, 14, 14D, 29 Helyközi buszok |
| 15 | Benkó-domb                       |                                              | 4, 12, 14, 14D, 22, 350            |
| 17 | Kristály tér                     | 4, 12, 14, 14D, 22, 350                      |                                    |
| 18 | Szent Család Plébánia            | 4, 10, 12, 14, 14D, 22, 350                  |                                    |
| 19 | Irinyi utca                      | 4, 10, 12, 14, 14D, 22, 350                  |                                    |
| 20 | Aradi vértanúk tere              | 3, 14D, 20, 20H, 21, 29, 350 Helyközi buszok |                                    |
| 21 | Planetárium                      | 21                                           | 3, 14D, 20, 20H, 21, 29, 350       |